# ТЭС Шоштань
ТЭС Шоштань или Шоштаньская теплоэлектростанция (словен. Termoelektrarna Šoštanj) — словенская теплоэлектростанция, расположенная в городе Шоштань. Использует в качестве топлива бурый уголь, топочный мазут и природный газ, мощность станции — 1029 МВт. Владелец компании — государственная энергетическая компания Holding Slovenske elektrarne. В плане экологической безопасности отнесена Европейским банком реконструкции и развития к электростанциям категории A. 

## Краткая история
Строительство электростанции было обусловлено большой потребностью в электроэнергии в послевоенные годы в Словении и наличием больших запасов угля в Шалекской долине. Оно началось 31 декабря 1946 года. При строительстве изначально использовалось советское энергетическое оборудование, однако из-за советско-югославского конфликта застопорилось на 5 лет и продолжилось только с использованием западного оборудования. 1 января 1954 года Исполнительное вече Скупщины НР Словении объявило об учреждении управляющей компании Termoelektrarna Šoštanj. Первые два энергоблока были введены в эксплуатацию в 1956 году.

## Структура электростанции

### Все блоки
В составе электростанции прежде работали блоки под номерами 1, 2, 3 и 4 суммарной мощностью 410 МВт, выведенные в XXI веке из обслуживания как устаревшие. В настоящее время на станции работают четыре блока под номерами 5, 6, PE51 и PE52: первые два используют в качестве топлива бурый уголь, вторые два — природный газ. Помимо генерации электроэнергии, все действующие блоки отвечают за теплоснабжение городов Шоштань и Веленье и их окрестностей.
| Номер блока | Запущен          | Мощность | Отключён |
| ----------- | ---------------- | -------- | -------- |
| 1           | 16 мая 1956      | 30 МВт   | 2010     |
| 2           | 31 августа 1956  | 30 МВт   | 2008     |
| 3           | 25 ноября 1960   | 75 МВт   | 2014     |
| 4           | 10 мая 1972      | 275 МВт  | 2018     |
| 5           | 25 сентября 1977 | 345 МВт  |          |
| 6           | 24 сентября 2014 | 600 МВт  |          |
| PE51        | 15 апреля 2008   | 42 МВт   |          |
| PE52        | 3 сентября 2008  | 42 МВт   |          |

### Действующие блоки
Энергоблок № 5 включает бойлер производства компании Sulzer, паровые турбины KWU и электрогенератор Siemens. Переоборудован и модернизирован для соответствия требованиям ЕС в области экологической безопасности. Очистка дымовых газов — электрофильтрация пыли до уровня менее 20 мг/м³, десульфурация дымовых газов  до уровня менее 200 мг/м³, селективное некаталитическое восстановление с мочевиной  до уровня менее 200 мг/м³. Мощность — 345 МВт. Топливо — бурый уголь.
Энергоблок № 6 представляет собой парогенератор сверхкритического давления, самый современный энергоблок подобного типа в странах ЕС. Включает бойлер производства Benson с -оптимизированными печами, паровые турбины и электрогенератор производства Alstom. Очистка дымовых газов — электрофильтрация пыли до уровня менее 10 мг/м³, десульфурация дымовых газов  до уровня менее 100 мг/м³, селективное некаталитическое восстановление с мочевиной  до уровня менее 200 мг/м³. В энергоблоке есть пространство для установки оборудования улавливания и хранения углерода.
Топливо для электростанции поставляется с угольной шахты Веленье — единственной действующей шахте в Словении по добыче бурого угля. Шахта находится недалеко от Веленье: в 2018 году там было добыто 3,2 миллиона тонн бурого угля для нужд электростанции.
В основе работы каждого из энергоблоков PE51 и PE52 используется газовая турбина Siemens SGT 800 мощностью 42 МВт.

## Скандалы
В 2008 году владелец электростанции, словенская энергетическая компания Holding Slovenske Elektrarne (HSE) и дочернее управляющее предприятие Termoelektrarna Šoštanj (TEŠ) заключили с французской компанией Alstom сделку о строительстве нового энергоблока № 6 (он же TES 6) на замену уже существующим. Против строительства выступили ряд организаций «зелёных», среди которых были НКО, наблюдавшие за действиями Европейского банка реконструкции и развития и Европейского инвестиционного банка, двух основных спонсоров проекта. Критики заявляли о многочисленных случаях коррупции при строительстве энергоблока.
Блок был достроен только в 2014 году, строительство обошлось в 1,4 миллиарда евро. В 2020 году словенская прокуратура возбудила уголовное дело в отношении двух физических лиц и компании Alstom по обвинению в коррупции и отмывании денег. В марте 2021 года компания General Electric, выкупившая энергетическое предприятие в составе Alstom в 2015 году, согласилась выплатить 261 миллион евро компании HES в обмен на урегулирование предъявляемых словенцами претензий.